# تشاه افتخار (صوغان)
تشاه افتخار (بالفارسية: چاه افتخار) هي قرية تقع في إيران في قسم صوغان الريفي.